# Peter and Wendy (telefilme)
Peter and Wendy é um telefilme britânico  de 2015, do gênero drama romântico, dirigido por Diarmuid Lawrence, com roteiro de Adrian Hodges baseado na peça teatral Peter and Wendy, de J. M. Barrie.

## Sinopse
Esta é a versão de Peter Pan de Lucy Rose, garota de 12 anos que tem uma séria condição cardíaca. Surpreendente fantasia de uma jovem valente, imaginativa e completamente moderna.

## Elenco
- Stanley Tucci como capitão gancho / Sr. Darling / Dr. Wylie
- Dan Tetsell como Ratcliffe / Dalton
- Laura Elphinstone como Starkey / Ali
- Rasmus Hardiker como Smee / Smith
- Gershwyn Eustache Jnr como Cecco / Yeboah
- Ricky Champ como Bill Jukes / Malik
- Asim Chaudhry como Mullins / Johnson
- Laura Fraser como a Sra. Darling / Julie Rose
- Hazel Doupe como Wendy Darling / Lucy Rose
- Natifa Mai como Tiger Lily / Jaya
- Zak Sutcliffe como Peter Pan
- Paloma Faith como Tinker Bell